# Frère de Loup
Frère de Loup (Wolf Brother) est le premier tome de la série Chroniques des temps obscurs écrite par Michelle Paver, publié originellement en 2004 au Royaume-Uni puis l'année suivante en France. Il est traduit en français par Bertrand Ferrier.

## Résumé
L'aventure commence il y a six mille ans… Un démon s'est emparé d'un ours qui tue le père de Torak. L'enfant, de douze ans, peut le défier. La prophétie est formelle : il est Celui-qui-écoute. Il doit trouver la Montagne de l'Esprit du Monde, la gravir; et doit apporter les trois parties du Nanuak, avec pour seul indice pour les trouver cette énigme : « La plus profonde est un regard noyé ; Dent de pierre est la plus ancienne; Et il n'est pas lumière plus noire que la plus froide » pour rétablir l'harmonie entre les hommes, la nature et les animaux. Accompagné d'un jeune loup qui lui ressemble comme un frère, et de Renn, une fille du clan du corbeau, qu'il rencontrera par la suite, Torak s'engage dans la Forêt Profonde. Alors commence un étonnant périple au cœur d'une nature magique, à la fois fascinante et hostile.

## Adaptation radio, cinéma
En 2004, la Fox 2000 achète les droits de la saga pour l'adapter en un long métrage. Ridley Scott et Erin Upson Sony chargés de la production du premier opus.[réf. nécessaire]
Frère de loup est également adapté pour la BBC radio 4 par l'écrivain Ivan Jones en 2006. Le livre audio est lu par Ian Kellen.

## Récompense
Frère de loup est retenu pour la récompense du livre de Manchester en 2006.[réf. nécessaire]